# روجر غريمسبي
روجر غريمسبي، من مواليد 23 سبتمبر 1928، وتوفي بتاريخ 23 يونيو 1995، وهو مذيع وممثل تلفزيوني أمريكي، شارك بعدة برامج، ومنها فيلم ذا إكسترمنيتر عام 1980.

## المواقع الخارجية
- روجر غريمسبي في قاعدة بيانات الأفلام على الإنترنت
- UHF Nocturne - print ads for KGO featuring Roger Grimsby
- Broadcast legends - Roger Grimsby Biography
- Carter، Bill (24 يونيو 1995). "Obituary: Roger Grimsby, 66, Anchor And Initiator of 'Happy Talk'". The New York Times.